# Naolinco (kommun)
Naolinco är en kommun i Mexiko.   Den ligger i delstaten Veracruz, i den sydöstra delen av landet, 240 km öster om huvudstaden Mexico City. Antalet invånare är 20 255. Arean är 109 kvadratkilometer.
Terrängen i Naolinco är bergig.
Följande samhällen finns i Naolinco:
- Naolinco de Victoria
- El Espinal
- San Marcos Atesquilapan
- La Mesa del Espinal
- Naranjillo
- San Miguel Aguazuelos
- Buenavista
- El Cafetal
- La Palma
- Los Cedros
- Cerro del León